# Carlos Simon
Carlos Eugênio Simon (Braga, 3 de setembro de 1965) é um ex-árbitro de futebol e jornalista brasileiro. Atualmente é comentarista de arbitragem nos canais ESPN.

## Carreira
Jornalista formado pela PUC-RS com pós-gradução em Ciência do Esporte (especialização em futebol). É também primo em primeiro grau do tenista profissional Marcos Daniel. Em 2004 lançou o livro "Na Diagonal do Campo", Editora Unisinos, sobre regras do jogo de futebol e rotina de um árbitro.
Árbitro da CBF em 1993 e FIFA em 1997, participou dos Jogos Olímpicos de Sydney 2000, Eliminatórias da Copa do Mundo FIFA de 2002, 2006 e 2010; e Copa Libertadores da América de 2000 a 2010.
Arbitrou as finais do Campeonato Brasileiro de Futebol de 1997,1998, 1999, 2001, 2002 e 2010; Copa do Brasil de Futebol de 2000, 2003, 2004, 2006 e 2010; Recopa Sul-Americana de 2010; e Copa Européia/Sul-Americana de 2002. Sua última partida foi na última rodada do Campeonato Brasileiro de Futebol de 2010, no jogo Fluminense x Guarani, jogo válido pela 38º rodada.
Atualmente exerce a função de comentarista esportivo no canal Fox Sports Brasil.

### Jogos Olímpicos de Verão de 2000
Simon, nas Olimpíadas de 2000- Sydney, apitou as seguintes partidas de futebol:
- Austrália 2 x 3 Nigéria (Grupo A, em 16 de setembro de 2000- Sydney Football Stadium, Sydney);
- Estados Unidos 2 x 2 República Tcheca (Grupo C, em 13 de setembro de 2000- Bruce Stadium, Canberra); e,
- Itália 0 x 1 Espanha (Quartas-de-final, em 23 de setembro de 2000- Sydney Football Stadium, Sydney).

### Copa do Mundo
Participou da Copa do Mundo FIFA de 2002 arbitrando duas partidas, ambas da primeira fase: Inglaterra 1x1 Suécia e México 1x1 Itália. Na Copa de 2006 atuou em Itália 2x0 Gana - 1ª. fase, Espanha 3x1 Tunísia - 1ª. fase e Alemanha 2x0 Suécia nas oitavas-de- final.
Selecionado para participar da Copa do Mundo FIFA 2010, juntamente com os assistentes e compatriotas Altemir Hausmann e Roberto Braatz, apitou apenas dois jogos na África do Sul (Inglaterra X EUA e Alemanha X Gana). No entanto não foi relacionado na lista final dos árbitros que poderiam ser escolhidos para as semifinais e finais do mundial. A Copa do Mundo foi seu último torneio oficial, já que atingiu o limite de idade de 45 anos, o que o obriga a aposentadoria.

### Copa América2007
Simon também participou da  Copa América 2007- Venezuela.
Os três jogos dessa 42ª edição do principal torneio entre seleções organizado pela Confederação Sul-Americana de Futebol (CONMEBOL) arbitrados por Carlos Eugênio Simon foram:
- Venezuela 0 x 0 Uruguai (Grupo A, em 3 de julho- Estádio Metropolitano de Mérida, Mérida), sendo auxiliado pelo colombiano Juan Carlos Bedoya (1º Assistente), pelo paraguaio Amelio Andino (2º Assistente) e o norte-americano Baldomero Toledo (Quarto Árbitro);
- Argentina 4 x 2 Colômbia (Grupo C, em 2 de julho- Estádio José "Pachencho" Romero, Maracaibo), sendo auxiliado pelo brasileiro Ednilson Corona (1º Assistente), pelo uruguaio Walter Rial (2º Assistente) e o uruguaio Jorge Larrionda (Quarto Árbitro); e,
- Argentina 4 x 0 Peru (Quartas-de-final, em 8 de julho- Estádio Metropolitano de Fútbol de Lara, Barquisimeto), sendo auxiliado pelo brasileiro Ednilson Corona (1º Assistente), pelo boliviano Juan Carlos Arroyo (2º Assistente) e o norte-americano Baldomero Toledo (Quarto Árbitro).

### Afastamentos
Carlos Simon foi afastado pela CBF em 2007 ao não marcar um pênalti para o Atletico-MG, que jogava contra o Botafogo pelas quartas-de-final da Copa do Brasil. Simon voltou a ser afastado pela CBF no fim da temporada de 2009 do Campeonato Brasileiro sob a alegação de ter cometido uma série de erros de arbitragem durante o campeonato e, em particular, de ter anulado um gol do Palmeiras contra o Fluminense.
Às vésperas da Copa do Mundo de 2010, reportagens na imprensa britânica demonstraram preocupação com o fato de Simon dirigir a partida de estreia da Inglaterra na Copa, contra os Estados Unidos, dado o histórico de afastamentos.

### Fox Sports
Contratado pela FOX para ser comentarista esportivo do seu novo canal Fox Sports Brasil, fez a sua estreia na nova função em uma partida da Copa Libertadores da América entre Internacional e Once Caldas, no dia 25 de janeiro de 2012. O jogo marcou a primeira transmissão do canal de esportes debutante no Brasil e Carlos Simon teve como companheiros de trabalho o narrador Marco de Vargas, o comentarista Paulo Júlio Clement e os repórteres Fernando Caetano e Victorino Chermont. A partida foi transmitida para todo o Brasil através de um pool entre os canais FX e Speed Channel.

## Partidas Internacionais

### Seleções
- Copa do Mundo FIFA África do Sul 2010

| DATA       | PARTIDA                         | LOCAL                                | Rodada              |
| 16/06/2010 | Inglaterra 1 x 1 Estados Unidos | Estádio Royal Bafokeng (Rustemburgo) | 1ª rodada - Grupo C |
| 23/06/2010 | Gana 0 x 1 Alemanha             | Estádio Soccer City (Joanesburgo)    | 3ª rodada - Grupo D |

- Copa do Mundo FIFA Alemanha 2006

| DATA       | PARTIDA               | LOCAL                                         | Rodada              |
| 12/06/2006 | Itália 2 x 0 Gana     | AWD Arena (Hannover)                          | 1ª rodada - Grupo E |
| 19/06/2006 | Espanha 3 x 1 Tunísia | Estádio Gottlieb-Daimler (Stuttgart)          | 2ª rodada - Grupo H |
| 24/06/2006 | Alemanha 2 x 0 Suécia | Estádio da Copa do Mundo de Munique (Munique) | Oitavas de Final    |

- Copa do Mundo FIFA Coréia do Sul/Japão 2002

| DATA       | PARTIDA                 | LOCAL                                | Rodada              |
| 02/06/2002 | Inglaterra 1 x 1 Suécia | Estádio Saitama 2002 (Saitama/Japão) | 1ª rodada - Grupo F |
| 13/06/2002 | México 1 x 1 Itália     | Estádio Big Eye (Oita/Japão)         | 1ª rodada - Grupo G |

- Jogos Olímpicos de Verão - Sydney 2000

| DATA       | PARTIDA                               | LOCAL                            | Rodada              |
| 13/09/2000 | Estados Unidos 1 x 1 República Tcheca | Canberra Stadium (Canberra)      | 1ª rodada - Grupo C |
| 16/09/2000 | Austrália 2 x 3 Nigéria               | Sydney Football Stadium (Sydney) | 2ª rodada - Grupo A |
| 23/09/2000 | Itália 0 x 1 Espanha                  | Sydney Football Stadium (Sydney) | Quartas de Final    |

- Copa do Mundo Sub-20 Nigéria 1999

| DATA       | PARTIDA                      | LOCAL                                      | Rodada              |
| 04/04/1999 | México 1 x 0 Irlanda         | Liberty Stadium (Ibadan/Nigéria)           | 1ª rodada - Grupo C |
| 07/04/1999 | Austrália 1 x 3 México       | Liberty Stadium (Ibadan/Nigéria)           | 2ª rodada - Grupo C |
| 15/04/1999 | Espanha 3 x 2 Estados Unidos | Liberation Stadium (Port Harcourt/Nigéria) | Oitavas de Final    |

- Copa América Venezuela 2007

| DATA       | PARTIDA                  | LOCAL                                              | Rodada              |
| 02/07/2007 | Argentina 4 x 2 Colômbia | Estádio José Encarnación Romero (Maracaibo)        | 2ª rodada - Grupo C |
| 03/07/2007 | Venezuela 0 x 0 Uruguai  | Estádio Olímpico Metropolitano de Mérida (Mérida)  | 3ª rodada - Grupo A |
| 08/07/2007 | Argentina 4 x 0 Peru     | Estádio Metropolitano de Fútbol de Lara (Cabudare) | Quartas de Final    |

- Copa América Colômbia 2001

| DATA       | PARTIDA                  | LOCAL                                     | Rodada              |
| 16/07/2001 | Uruguai 1 x 1 Costa Rica | Estádio Atanasio Girardot (Medellín)      | 2ª rodada - Grupo C |
| 22/07/2001 | Chile 0 x 2 México       | Estádio Hernán Ramírez Villegas (Pereira) | Quartas de Final    |

- Eliminatórias Sul-Americanas - Copa do Mundo FIFA 2010

| DATA       | PARTIDA                   | LOCAL                                                 | Rodada     |
| 13/10/2007 | Peru 0 x 0 Paraguai       | Estádio Monumental "U" (Lima/Peru)                    | 1ª rodada  |
| 16/10/2007 | Venezuela 0 x 2 Argentina | Estádio José Encarnación Romero (Maracaibo/Venezuela) | 2ª rodada  |
| 06/09/2008 | Argentina 1 x 1 Paraguai  | Estádio Monumental de Núñez (Buenos Aires/Argentina)  | 7ª rodada  |
| 28/03/2009 | Uruguai 2 x 0 Paraguai    | Estádio Centenário (Montevidéu/Uruguai)               | 11ª rodada |
| 10/06/2009 | Colômbia 1 x 0 Peru       | Estádio Atanasio Girardot (Medellín/Colômbia)         | 14ª rodada |

- Eliminatórias Sul-Americanas - Copa do Mundo FIFA 2006

| DATA       | PARTIDA                  | LOCAL                                                         | Rodada     |
| 19/11/2003 | Colômbia 1 x 1 Argentina | Estádio Metropolitano Roberto Meléndez (Barranquila/Colômbia) | 4ª rodada  |
| 06/06/2004 | Argentina 0 x 0 Paraguai | Estádio Monumental de Núñez (Buenos Aires/Argentina)          | 7ª rodada  |
| 05/09/2004 | Peru 1 x 3 Argentina     | Estádio Nacional do Peru (Lima/Peru)                          | 8ª rodada  |
| 17/11/2004 | Uruguai 1 x 0 Paraguai   | Estádio Centenário (Montevidéu/Uruguai)                       | 11ª rodada |
| 26/03/2005 | Venezuela 0 x 0 Colômbia | Estádio José Encarnación Romero (Maracaibo/Venezuela)         | 12ª rodada |
| 07/06/2005 | Colômbia 3 x 0 Equador   | Estádio Metropolitano Roberto Meléndez (Barranquila/Colômbia) | 15ª rodada |
| 03/09/2005 | Paraguai 1 x 0 Argentina | Estádio Defensores del Chaco (Assunção, Paraguai)             | 16ª rodada |

- Eliminatórias Sul Americanas - Copa do Mundo FIFA 2002

| DATA       | PARTIDA            | LOCAL                                      | Rodada    |
| 29/06/2000 | Equador 2 x 1 Peru | Estádio Olímpico Atahualpa (Quito/Equador) | 4ª rodada |

### Clubes
- Copa do Mundo de Clubes da FIFA de 2009

| DATA       | PARTIDA                       | LOCAL                                                         | Rodada     |
| 09/12/2009 | Al-Ahli 0 x 2 Auckland City   | Estádio Mohammed Bin Zayed (Abu Dhabi/Emirados Árabes Unidos) | Play-Off   |
| 16/12/2009 | CF Atlante 1 x 3 FC Barcelona | Estádio Xeique Zayed (Abu Dhabi/Emirados Árabes Unidos)       | Semi Final |

- Copa Europeia/Sul-Americana de 2002

| DATA       | PARTIDA                           | LOCAL                                              | Rodada |
| 03/12/2002 | Real Madrid CF 2 x 0 Club Olímpia | Estádio Internacional de Yokohama (Yokohama/Japão) | FINAL  |

- Copa Libertadores da América de 2010

| DATA       | PARTIDA                                      | LOCAL                                            | Rodada                         |
| 16/03/2010 | Club Juan Aurich 4 x 2 Club Alianza Lima     | Estádio Elías Aguirre (Chiclayo/Peru)            | 4ª rodada - Grupo 3            |
| 15/04/2010 | CA Lanús 0 x 0 Universitário                 | Estádio Ciudad de Lanús (Buenos Aires/Argentina) | 5ª rodada - Grupo 4            |
| 29/04/2010 | Club Alianza Lima 0 x 1 Universidad de Chile | Estádio Alejandro Villanueva (Lima/Peru)         | Oitavas de Final - Jogo de Ida |

- Copa Libertadores da América de 2009

| DATA       | PARTIDA                                  | LOCAL                                           | Rodada                         |
| 19/03/2009 | Estudiantes 4 x 0 Deportivo Quito        | Estádio Ciudad de La Plata (La Plata/Argentina) | 5ª rodada - Grupo 5            |
| 21/04/2009 | CD Universidad San Martín 1 x 1 Nacional | Estádio Alejandro Villanueva (Lima/Peru)        | 5ª rodada - Grupo 3            |
| 07/05/2009 | Estudiantes 3 x 0 Libertad               | Estádio Ciudad de La Plata (La Plata/Argentina) | Oitavas de Final - Jogo de Ida |

- Copa Libertadores da América de 2008

| DATA       | PARTIDA                        | LOCAL                                       | Rodada           |
| 15/05/2008 | LDU Quito 1 x 1 CA San Lorenzo | Estádio Rodrigo Paz Delgado (Quito/Equador) | Quartas de Final |

- Copa Libertadores da América de 2007

| DATA       | PARTIDA                         | LOCAL                                                | Rodada              |
| 21/03/2007 | CR Flamengo 1 x 0 Paraná Clube  | Estádio Maracanã (Rio de Janeiro/Brasil)             | 4ª rodada – Grupo 5 |
| 29/03/2007 | River Plate 0 x 0 LDU Quito     | Estádio Monumental de Nuñez (Buenos Aires/Argentina) | 4ª rodada – Grupo 6 |
| 18/04/2007 | Banfield 0 x 1 Libertad         | Estádio Florencio Solá (Banfield, Argentina)         | 6ª rodada – Grupo 1 |
| 15/05/2007 | Cucuta Deportivo 2 x 0 Nacional | Estádio General Santander (Cucuta/Colômbia)          | Quartas de Final    |

- Recopa Sul Americana de 2010

| DATA       | PARTIDA                     | LOCAL                                          | Rodada                |
| 08/09/2010 | Estudiantes 0 x 0 LDU Quito | Estádio José Luis Meiszner (Quilmes/Argentina) | Final - Jogo de Volta |

## Finais
- Campeonato Brasileiro de 1998

| DATA       | PARTIDA                                   | LOCAL                                                     | Rodada          |
| 13/12/1998 | Cruzeiro EC 2 x 2 SC Corinthians Paulista | Estádio Gov.Magalhães Pinto (Belo Horizonte/Minas Gerais) | Final - 1º jogo |
| 23/12/1998 | SC Corinthians Paulista 2 x 0 Cruzeiro EC | Estádio Cícero Pompeu de Toledo (São Paulo/São Paulo)     | Final - 3º jogo |

- Campeonato Brasileiro de 1999

| DATA       | PARTIDA                                   | LOCAL                                                 | Rodada          |
| 22/12/1999 | SC Corinthians Paulista 0 x 0 Atlético-MG | Estádio Cícero Pompeu de Toledo (São Paulo/São Paulo) | Final - 3º jogo |

- Campeonato Brasileiro de 2000

| DATA       | PARTIDA                               | LOCAL                                         | Rodada              |
| 27/12/2000 | AD São Caetano 1 x 3 CR Vasco da Gama | Estádio Palestra Itália (São Paulo/São Paulo) | FINAL - JOGO DE IDA |

- Campeonato Brasileiro de 2001

| DATA       | PARTIDA                                  | LOCAL                                                      | Rodada                |
| 16/12/2001 | Atlético Paranaense 4 x 2 AD São Caetano | Arena da Baixada (Curitiba/Paraná)                         | FINAL – JOGO DE IDA   |
| 23/12/2001 | AD São Caetano 0 x 1 Atlético Paranaense | Estádio Anacleto Campanella (São Caetano do Sul/São Paulo) | FINAL – JOGO DE VOLTA |

- Campeonato Brasileiro de 2002

| DATA       | PARTIDA                                 | LOCAL                                                 | Rodada                |
| 15/12/2002 | SC Corinthians Paulista 2 x 3 Santos FC | Estádio Cícero Pompeu de Toledo (São Paulo/São Paulo) | FINAL – JOGO DE VOLTA |

- Campeonato Brasileiro de 2010

| DATA       | PARTIDA                        | LOCAL                                                           | Rodada         |
| 05/12/2010 | Fluminense FC 1 x 0 Guarani FC | Estádio Olímpico João Havelange (Rio de Janeiro/Rio de Janeiro) | JOGO DO TÍTULO |

- Copa do Brasil de 1998

| DATA       | PARTIDA                        | LOCAL                                                            | Rodada              |
| 26/05/1998 | Cruzeiro EC 1 x 0 SE Palmeiras | Estádio Governador Magalhães Pinto (Belo Horizonte/Minas Gerais) | FINAL – JOGO DE IDA |

- Copa do Brasil de 2000

| DATA       | PARTIDA                        | LOCAL                                                            | Rodada                |
| 09/07/2000 | Cruzeiro EC 2 x 1 São Paulo FC | Estádio Governador Magalhães Pinto (Belo Horizonte/Minas Gerais) | FINAL – JOGO DE VOLTA |

- Copa do Brasil de 2002

| DATA       | PARTIDA                                      | LOCAL                                                 | Rodada              |
| 08/05/2002 | SC Corinthians Paulista 2 x 1 Brasiliense FC | Estádio Cícero Pompeu de Toledo (São Paulo/São Paulo) | FINAL – JOGO DE IDA |

- Copa do Brasil de 2003

| DATA       | PARTIDA                       | LOCAL                                                          | Rodada              |
| 08/07/2003 | CR Flamengo 1 x 1 Cruzeiro EC | Estádio Jornalista Mário Filho (Rio de Janeiro/Rio de Janeiro) | FINAL – JOGO DE IDA |

- Copa do Brasil de 2004

| DATA       | PARTIDA                          | LOCAL                                                          | Rodada                |
| 30/07/2004 | CR Flamengo 0 x 2 EC Santo André | Estádio Jornalista Mário Filho (Rio de Janeiro/Rio de Janeiro) | FINAL – JOGO DE VOLTA |

- Copa do Brasil de 2006

| DATA       | PARTIDA                            | LOCAL                                                          | Rodada                |
| 26/07/2006 | CR Vasco da Gama 0 x 1 CR Flamengo | Estádio Jornalista Mário Filho (Rio de Janeiro/Rio de Janeiro) | FINAL – JOGO DE VOLTA |

- Copa do Brasil de 2010

| DATA       | PARTIDA                    | LOCAL                             | Rodada                |
| 04/08/2010 | EC Vitória 2 x 1 Santos FC | Estádio Barradão (Salvador/Bahia) | FINAL – JOGO DE VOLTA |